# WASP-66
Désignations
WASP-66, aussi connue sous la dénomination TYC 7193-1804-1, est une étoile de la constellation de la Machine pneumatique. Sa magnitude apparente est de 11,6, ce qui est bien trop faible pour être visible à l'œil nu. D'après la mesure de sa parallaxe annuelle par le satellite Gaia, l'étoile est distante d'environ ∼ 1 630 a.l. (∼ 500 pc) de la Terre. Elle s'en rapproche à vitesse radiale héliocentrique de −10 km/s.
WASP-66 est une étoile type spectral F4. Elle est 1,30 fois plus massive que le Soleil et son rayon est 1,75 fois plus grand que celui du Soleil. Sa luminosité est un peu plus de 4 fois supérieure à celle du Soleil et sa température de surface est de 6 600 K.
En 2012, une planète orbitant WASP-66 a été découverte. WASP-66 b possède une masse d'environ 2,3 fois celle de Jupiter. Il lui faut 4 jours pour compléter son orbite autour de son étoile, faisant d'elle un Jupiter chaud. La planète a été découverte par la méthode des transits (lorsque la planète passe devant son étoile, elle bloque temporairement une partie de sa lumière).